# MBC 4
MBC 4 è una rete televisiva emiratina, gestita dal gruppo radiotelevisivo privato Middle East Broadcasting Center e avente sede a Dubai, da dove trasmette in tutto il mondo arabo, in modo particolare in Arabia Saudita.

## Storia
La rete inizia le proprie attività il 1º febbraio 2005, seguendo già l'onda del successo come prima rete panaraba con una programmazione dedicata ad un pubblico femminile e giovanile, mentre il 1º luglio 2011 iniziano le trasmissioni in HDTV. Dagli ultimi mesi del 2011, la rete trasmette le serie televisive e i programmi d'intrattenimento derivanti dai format dei Paesi occidentali a meno di una settimana dalla prima visione del loro rispettivo ultimo episodio alla televisione degli Stati Uniti d'America, che erano state comprese precedentemente nel magazzino di MBC 2. Più recentemente, la rete registra un altro successo considerevole su Internet, contando circa 2 milioni di propri fans su Facebook.